# Dysoxylum spicatum
Dysoxylum spicatum là một loài thực vật có hoa trong họ Meliaceae. Loài này được H.L.Li mô tả khoa học đầu tiên năm 1944.